# Machadorythidae
De Machadorythidae vormen een familie van haften (Ephemeroptera).

## Geslachten
De familie Machadorythidae omvat slechts het volgende geslacht:
- Machadorythus Demoulin, 1959